# Cottenham Seedling (manzana)
Cottenham Seedling es una variedad cultivar de manzano (Malus domestica).
Es una variedad de manzana híbrido procedente del cruce como Parental-Madre 'Dumelow's Seedling' polinizado por variedad Desconocida. Criado por Robert Norman en Cottenham, Cambridgeshire, Inglaterra. Introducido en los circuitos comerciales por el viverista "H.J. Gautrey". Fue recibido por el "National Fruit Trials" en 1924. Las frutas tienen una pulpa firme, jugosa y de textura gruesa que es claramente ácida.

## Historia
'Cottenham Seedling' es una variedad de manzana híbrido procedente del cruce como Parental-Madre 'Dumelow's Seedling' polinizado por variedad Parental-Padre Desconocido. Criado desde plántula de semilla por Robert Norman en Cottenham, Cambridgeshire, Inglaterra (Reino Unido). Introducido en los circuitos comerciales por el viverista "H.J. Gautrey". Fue recibido por el "National Fruit Trials"-(Probatorio Nacional de Fruta) en 1924.
'Cottenham Seedling' se cultiva en la National Fruit Collection con el número de accesión: 1924-010 y Accession name: Cottenham Seedling.

## Características
'Cottenham Seedling' tiene un tiempo de floración que comienza a partir del 15 de mayo con el 10% de floración, para el 20 de mayo tiene una floración completa (80%), y para el 28 de mayo tiene un 90% de caída de pétalos.
'Cottenham Seedling' tiene una talla de fruto grande; forma redondos con tendencia a achaparrados, altura 67.00mm, y anchura 74.50mm; con nervaduras medias; epidermis lisa y brillante, con color de fondo verde amarillo, importancia del sobre color medio, con color del sobre color rojo lavado, con sobre color patrón rayas / chapa, presentando lavado rojo y rayas rojas más oscuras en la cara expuesta al sol, la piel es suave y claramente grasoso, "russeting" (pardeamiento áspero superficial que presentan algunas variedades) muy bajo; cáliz de pequeño a mediano y cerrado, colocado en una cubeta ancha, ligeramente empotrado y ligeramente estriado; pedúnculo es corto, delgado y colocado en una cavidad medianamente profunda y estrecha que presenta "russeting" ; carne de color blanca, firme y jugosa. Sabor bastante agrio.
Su tiempo de recogida de cosecha se inicia a mediados de octubre. Se conserva bien durante cinco meses en una habitación fresca manteniendo su sabor de forma segura, con un sabor ácido.

## Usos
Es una buena manzana para cocinar o para hacer jugo. Bueno para hacer una salsa de color amarillo brillante y fuerte.

## Ploidismo
Diploide, auto estéril. Para su producción necesita ser fertilizada con polen de Grupo de polinización: F, Día 20.